# Hemisphaeroma pulchrum
Hemisphaeroma pulchrum là một loài chân đều trong họ Sphaeromatidae. Loài này được Hansen miêu tả khoa học năm 1905.